# Gadencourt
Gadencourt è un comune francese di 401 abitanti situato nel dipartimento dell'Eure nella regione della Normandia.

## Società

### Evoluzione demografica
Abitanti censiti